# Zebica (Kuršumlija)
Pour les articles homonymes, voir Zebica.
Zebica (en serbe cyrillique : Зебица) est un village de Serbie situé dans la municipalité de Kuršumlija, district de Toplica. Au recensement de 2011, il comptait 24 habitants.

## Démographie
| 1948 | 1953 | 1961 | 1971 | 1981 | 1991 | 2002 | 2011 |
| ---- | ---- | ---- | ---- | ---- | ---- | ---- | ---- |
| 246  | 278  | 257  | 181  | 82   | 64   | 35   | 24   |

|  |